# ウィリアム・バーガー
ウィリアム・バーガー（William Berger、1928年6月20日 - 1993年10月2日）は、オーストリア出身のアメリカ合衆国の俳優、声優である。ビル・バーガー（Bill Berger）や、ドイツ語でヴィルヘルム・ベルガー（Wilhelm Berger）と表記される事もあった。

## 人物
出生名はヴィルヘルム・トマス・ベルガー（Wilhelm Thomas Berger）。チロル州のインスブルック出身。幼少時代にアメリカに移住し、1960年代半ばからはイタリアを中心にヨーロッパで映画出演をし続けた。ギリシャの名匠監督マイケル・カコヤニスの『魚が出てきた日』にも起用されたが、バーガーの陰影ある魅力が開花したのはマカロニ・ウエスタンであった。『血斗のジャンゴ』に於ける助演を皮切りに『サルタナ』や『西部悪人伝』の準主役で轟かした。日本では未公開だが、『エル・シスコ』や『死の谷のサルタナ』などの主演作もある。
以後はホラー映画を筆頭とする娯楽作品に多数出演するが、麻薬に溺れてギャラ稼ぎと割り切り仕事だったために精彩を欠いた。この時期には『ケオマ/ザ・リベンジャー』や『カリフォルニア〜ジェンマの復讐の用心棒』があり、いぶし銀の好演もあった。1980年代からは更に老けこみ、出演作は数多いが、詰まらない脇役が多くなった。また、テレビ映画やミニ・シリーズにも登場し、『戦争の嵐』と姉妹編『戦争の追憶』や『コロンブス/大いなる生涯』などがある。彼は声優としても『ストライク・コマンドー』のハリマン少佐役のマイク・モンティの英語台詞を担当している。因みに、当時はアテレコ収録も珍しくなかった。

## 出演作品
- 『魚が出てきた日』（1967年）
- 『血斗のジャンゴ』（1968年、未ソフト化）
- 『西部悪人伝』（1969年）
- 『エル・シスコ』（1966年、日本未公開）
- 『死の谷のサルタナ』（1970年、日本未公開）
- 『ケオマ/ザ・リベンジャー』（1976年）
- 『カリフォルニア〜ジェンマの復讐の用心棒』（1977年）
- 『戦争の嵐』（1983年）
- 『戦争の追憶』（1988年）
- 『コロンブス/大いなる生涯』（1987年）
- 『ストライク・コマンドー』（1986年、日本未公開、声の出演）
- 『脱走特急』（1965年）
- 『夕陽の墓場』（1966年）
- 『野獣暁に死す』（1968年）
- 『十字架の長い列』（1969年、日本未公開）
- 『西部悪人伝』（1969年）
- 『荒野のドラゴン兄弟』（1973年、日本未公開）
- 『コブラ/殺しの罠』（1980年、日本未公開）
- 『トリエステから来た女』（1982年）
- 『死神ジョーズ/戦慄の血しぶき』（1984年、日本未公開）
- 『超人ヘラクレス』（1984年、日本未公開）
- 『超人ヘラクレス2』（1984年、日本未公開）
- 『ダイヤモンド☆コネクション』（1984年、日本未公開）
- 『魔境のガン・ファイター』（1984年、日本未公開）
- 『卍/ベルリン・アフェア』（1985年、日本未公開）
- 『艶獄戦士/アマゾンズ』（1986年、日本未公開）
- 『ジャンゴ/灼熱の戦場』Django Strikes Again（1987年）
- 『ヘル・ハンター』（1987年、日本未公開）
- 『戦慄の黙示録』（1987年、日本未公開）
- 『アステカ・アドベンチャー/宇宙の秘宝』Alien Terminator（1988年）
- 『ダイヤル・ヘルプ』（1988年、日本未公開）
- 『呪いの迷宮/ラビリンス・イン・ザ・ダーク』（1988年、日本未公開）
- 『帰って来たE.T.』（1988年）
- 『マヤ』（1989年、日本未公開）

## 私生活
バーガーは生涯に5回結婚し、5人の子供をもうけたほか、結婚相手の連れ子1人を養子にした。
最初の妻はマージョリー・バーガーで、キャリン（1952年 - ）、デブラ（1957年 - ）、ウェンデル（1972年 - ）の3人の子供をもうけた。
マージョリーと離婚した後、女優のキャロライン・ロブラヴィコと結婚した。『マーダー・クリニック』の撮影で夫婦でイタリアに滞在中に、違法薬物所持で逮捕された。キャロラインは糖尿病を患っていたが、インスリンの投与を受けられなかったために収監中の1970年10月に死亡した。バーガーは1971年3月に無罪で釈放された。
その後、クロアチア出身の歌手・女優のハンヤ・コチャンスキーと結婚した。この際、ハンヤの連れ子で後に女優になるカチャを養子にした。ハンヤとの間にカシミールをもうけた。カシミールは子役であり、テレビドラマ『クリストファー・コロンブス』『トゥアレグ 砂漠の戦士』では父と共演した。
ハンヤと離婚した後、デルテ・ヴェルツと結婚し、アレクサンダーをもうけた。その後、リンダ・バーガーと結婚した。
バーガーは1993年10月2日、前立腺癌によりカリフォルニア州ロサンゼルスで死去した。